# Mahabharat (village development committee)
Mahabharat (nep. महाभारत) – gaun wikas samiti we wschodniej części Nepalu w strefie Kośi w dystrykcie Dhankuta. Według nepalskiego spisu powszechnego z 2001 roku liczył on 839 gospodarstw domowych i 4191 mieszkańców (2144 kobiet i 2047 mężczyzn).